# Penisola Potter
La penisola Potter è situata nel sud-ovest dell'isola di re Giorgio, parte delle isole Shetland meridionali, in Antartide. La costa meridionale della stessa costituisce un'area di protezione speciale ai sensi del trattato Antartico (ASPA 132) per la ricchezza e la diversità della sua flora e fauna, e richiede speciali autorizzazioni per l'ingresso.

## Storia
La penisola prende il nome dall'omonima insenatura (Potter Cove). Il nome è stato attribuito dai geologi cileni Roberto Araya e Francisco Hervé nel 1966, in seguito alla loro attività sul campo condotta nella zona.

## Conservazione
Il territorio della penisola Potter è stato identificato come Important Bird Area (IBA) da BirdLife International in quanto ospita numerose colonie di uccelli tra cui oltre 14.000 coppie di pinguini di Adelia, 2.000 coppie di pinguini Papua e 265 coppie di pigoscelidi antartici . Altre specie che nidificano nella zona sono gli stercorari di McCormick, le ossifraghe del sud, gli uccelli delle tempeste pancianera e di Wilson, le procellarie del Capo, i cormorani imperiali, i chioni bianchi, gli stercorari antartici, i gabbiani del Kelp e le sterne antartiche.
Il territorio della penisola è stato inoltre designato come Area Specialmente Protetta dell'Antartide (codice ASPA 132).